# Aleksandr Dancev
Aleksandr Alekseevič Dancev (in russo Александр Алексеевич Данцев?; Kamensk-Šachtinskij, 14 ottobre 1984) è un allenatore di calcio ed ex calciatore russo, di ruolo difensore.

## Carriera

### Club
Ha giocato nella prima divisione russa.

### Nazionale
Ha giocato nella nazionale russa Under-21.

## Palmarès

### Club

#### Competizioni nazionali
- Pervenstvo Futbol'noj Nacional'noj Ligi: 1

Ural: 2012-2013